# Брахитеціаструм
Брахитеціаструм (Brachytheciastrum) — рід мохів родини Brachytheciaceae.
Вперше рід був описаний Ігнатовим і Хуттуненом.
Рід містить 15 видів і має майже космополітичне поширення.

## Морфологічна характеристика
Мохи цього роду, як правило, невеликі, повзучі до пряморослих і розгалужених рослин з більш-менш гладкими стебловими листками. Види зазвичай утворюють антеридії та архегонії на різних гілках однієї рослини.